# Piddubți, Slavuta
Piddubți (în ucraineană Піддубці) este localitatea de reședință a comunei Piddubți din raionul Slavuta, regiunea Hmelnîțkîi, Ucraina.

## Demografie
Componența lingvistică a localității Piddubți
     Ucraineană (98,89%)
     Rusă (1,11%)
Conform recensământului din 2001, majoritatea populației localității Piddubți era vorbitoare de ucraineană (98,89%), existând în minoritate și vorbitori de rusă (1,11%).